# Leiden International Film Festival
Het Leiden International Film Festival (LIFF) is in 2006 opgericht en is tegenwoordig een van de belangrijkste filmfestivals in Nederland voor films op het grensvlak van arthouse en mainstreamcinema. De editie in 2016 duurde tien dagen, telde 82 films uit 27 landen en had onder andere premières van Arrival, Juste la fin du monde, Toni Erdmann, Lion, I, Daniel Blake, Certain Women, Everybody Wants Some!! en The Birth of a Nation. Centraal op het LIFF staat de American Indie Competition, waarin opkomende Amerikaanse filmmakers worden voorgesteld aan een Nederlands publiek. Op het LIFF zetten deze filmmakers vaak hun eerste internationale stap.
Het festival selecteert naast (voor)premières en nieuwe arthousefilms ook onbekendere kleine films met het doel deze toegang te bieden tot de Europese markt.

## Programmering
Het programma van het LIFF bestaat uit verschillende onderdelen. De nieuwste films van cineasten over de hele wereld worden getoond in het 'Panorama programma', en er is speciale aandacht voor Japanse, Chinese en Russische cinema. In het Science & Cinema programma worden films ingeleid door vooraanstaande wetenschappers.
De filmvertoningen vinden soms ook plaats op bijzondere locaties, zoals musea. De feestelijke opening van 2013 werd gehouden in de historische Pieterskerk, waar twee films van Charlie Chaplin vertoond werden met muzikale begeleiding door het Residentieorkest. In 2015 vond de vertoning van Spring Breakers in een lokaal zwembad plaats en in 2016 vertoonde het festival films in de grote kas van de Hortus botanicus Leiden.

## American Independent Cinema en American Indie Competition
Het LIFF richt zich sinds de editie van 2013 vooral op Amerikaanse onafhankelijke films. Deze competitie wordt gecombineerd met een publieksprijs, waarbij de festivalbezoekers op de geselecteerde films kunnen stemmen.

## Bezoekersaantallen, openingsfilms en prijswinnaars
| Jaar | Bezoekersaantal | Openingsfilm                                                                     | Competitie                                                                                 | Winnaar |
| ---- | --------------- | -------------------------------------------------------------------------------- | ------------------------------------------------------------------------------------------ | --- |
| 2006 | 6.000           | The Black Dahlia                                                                 | -                                                                                          | - |
| 2007 | 8.000           | American Gangster                                                                | Iron Herring                                                                               | Atonement |
| 2008 | 10.000          | W.                                                                               | Iron Herring                                                                               | Boy A |
| 2009 | 15.000          | The Informant!                                                                   | -                                                                                          | - |
| 2010 | 18.000          | You Will Meet a Tall Dark Stranger                                               | Iron Herring                                                                               | (Untitled)                                                                                                   |
| 2011 | 25.000          | Margin Call                                                                      | Iron Herring                                                                               | Avé |
| 2012 | 27.500          | Argo                                                                             | Iron Herring                                                                               | Safety Not Guaranteed                                                                                        |
| 2013 | 30.000          | The Pilgrim en The Immigrant                                                     | American Indie Competition: Publieksprijs:                                                 | Short Term 12                                                                                                |
| 2014 | 33.000          | Whiplash                                                                         | American Indie Competition: Publieksprijs:                                                 | Whiplash Pride                                                                                               |
| 2015 | 35.000          | Steve Jobs                                                                       | American Indie Competition: Publieksprijs:                                                 | Me and Earl and the Dying Girl Le Tout Nouveau Testament                                                     |
| 2016 | 35.000          | Arrival                                                                          | American Indie Competition: Publieksprijs:                                                 | Burn Your Maps Toni Erdmann                                                                                  |
| 2017 | 39.000          | Suburbicon                                                                       | American Indie Competition: Publieksprijs:                                                 | Menashe Vele hemels boven de zevende                                                                         |
| 2018 | 41.000          | American Animals                                                                 | American Indie Competition: Publieksprijs:                                                 | Leave No Trace Werk ohne Autor                                                                               |
| 2019 | 42.000          | Jojo Rabbit                                                                      | American Indie Competition: Publieksprijs:                                                 | The Peanut Butter Falcon Hors Normes                                                                         |
| 2020 | 20.000          | Nomadland, Supernova, Save Yourselves!, Las Niñas, Wildland, Yallah! Underground | American Indie Competition: Publieksprijs:                                                 | Nomadland Supernova                                                                                          |
| 2021 | 31.000          | Ich bin dein Mensch                                                              | American Indie Competition: Publieksprijs: First Feature Competition: Bonkers Competition: | Mass Maixabel Death of a virgin, and the sin of not living Beyond the Infinite Two Minutes                   |
| 2022 | 42.000          | The Banshees of Inisherin                                                        | American Indie Competition: Publieksprijs: First Feature Competition: Bonkers Competition: | Vengeance Rose Everybody hates Johan The Menu                                                                |
| 2023 | 42.000          | Dream Scenario                                                                   | American Indie Competition: Publieksprijs: First Feature Competition: Bonkers Competition: | Starring Jerry as Himself Radical 20,000 Species of Bees Humanist Vampire Seeking Consenting Suicidal Person |
| 2024 | 40.000          | My Old Ass                                                                       | American Indie Competition: Publieksprijs: First Feature Competition: Bonkers Competition: | Ghostlight Kneecap Just a Couple of Days Kneecap                                                             |

## Deelnemende films

### American Indie Competition 2016
De deelnemende films van de American Indie Competition 2016 waren:
| Film               | Regisseur                    | Land             | Prijs                              |
| ------------------ | ---------------------------- | ---------------- | ---------------------------------- |
| American Pastoral  | Ewan McGregor                | Verenigde Staten |                                    |
| As You Are         | Miles-Joris Peyrafitte       | Verenigde Staten |                                    |
| Born to be Blue    | Robert Budreau               | Canada           |                                    |
| Burn Your Maps     | Jordan Roberts               | Verenigde Staten | Winnaar American Indie Competition |
| First Girl I Loved | Kerem Sanga                  | Verenigde Staten |                                    |
| From Nowhere       | Matthew Newton               | Verenigde Staten |                                    |
| Goat               | Andrew Neel                  | Verenigde Staten |                                    |
| Joshy              | Jeff Baena                   | Verenigde Staten |                                    |
| Kicks              | Justin Tipping               | Verenigde Staten |                                    |
| Lovesong           | So Yong Kim                  | Verenigde Staten |                                    |
| Swiss Army Man     | Daniel Scheinert Daniel Kwan | Verenigde Staten |                                    |
| Transpecos         | Greg Kwedar                  | Verenigde Staten |                                    |

### American Indie Competition 2015
Op 12 oktober werden de twaalf deelnemende films van de American Indie Competition 2015 op de website van het LIFF bekendgemaakt. De openingsfilm van het festival is Steve Jobs. De films die dit jaar namens de American Indie Competition werden vertoond zijn:
| Film                           | Regisseur           | Land             | Prijs                              |
| ------------------------------ | ------------------- | ---------------- | ---------------------------------- |
| Consumed                       | Daryl Wein          | Verenigde Staten |                                    |
| Cop Car                        | Jon Watts           | Verenigde Staten |                                    |
| Cronies                        | Michael Larnell     | Verenigde Staten |                                    |
| The End of the Tour            | James Ponsoldt      | Verenigde Staten |                                    |
| The Gift                       | Joel Edgerton       | Verenigde Staten |                                    |
| Houses                         | Jenner Furst        | Verenigde Staten |                                    |
| Me and Earl and the Dying Girl | Alfonso Gomez-Rejon | Verenigde Staten | Winnaar American Indie Competition |
| Mistress America               | Noah Baumbach       | Verenigde Staten |                                    |
| Results                        | Andrew Bujalski     | Verenigde Staten |                                    |
| Rosewater                      | Jon Stewart         | Verenigde Staten |                                    |
| Tangerine                      | Sean Baker          | Verenigde Staten |                                    |
| Z for Zachariah                | Craig Zobel         | Verenigde Staten |                                    |

De Belgisch-Franse film Le Tout Nouveau Testament won de publieksprijs 2015.

### American Indie Competition 2014
Op 4 oktober werden de deelnemende films van de American Indie Competition 2014 op de website van het LIFF bekendgemaakt. De openingsfilm van het festival is Whiplash. De films die dit jaar namens de American Indie Competition werden vertoond waren:
| Film                                          | Regisseur         | Land                        | Prijs                              |
| --------------------------------------------- | ----------------- | --------------------------- | ---------------------------------- |
| Camp X-Ray                                    | Peter Sattler     | Verenigde Staten            |                                    |
| The Disappearance of Eleanor Rigby: Him & Her | Ned Benson        | Verenigde Staten            |                                    |
| Gabriel                                       | Lou Howe          | Verenigde Staten            |                                    |
| The Heart Machine                             | Zachary Wigon     | Verenigde Staten            |                                    |
| Imperial Dreams                               | Malik Vitthal     | Verenigde Staten            |                                    |
| Listen Up Philip                              | Alex Ross Perry   | Verenigde Staten            |                                    |
| Love Is Strange                               | Ira Sachs         | Verenigde Staten- Frankrijk |                                    |
| The One I Love                                | Charlie McDowell  | Verenigde Staten            |                                    |
| Sequioa                                       | Andy Landen       | Verenigde Staten- Canada    |                                    |
| The Skeleton Twins                            | Craig Johnson     | Verenigde Staten            |                                    |
| Summer of Blood                               | Onur Tukel        | Verenigde Staten            |                                    |
| The Well                                      | Thomas S. Hammock | Verenigde Staten            |                                    |
| Whiplash                                      | Damien Chazelle   | Verenigde Staten            | Winnaar American Indie Competition |
| White Bird in a Blizzard                      | Gregg Araki       | Verenigde Staten- Frankrijk |                                    |
| Wish I Was Here                               | Zach Braff        | Verenigde Staten            |                                    |
| The Young Kieslowski                          | Kerem Sanga       | Verenigde Staten            |                                    |

De Britse film Pride won de publieksprijs 2014.

### American Indie Competition 2013
De deelnemende films van de American Indie Competition 2013 werden als eerste aangekondigd door Filmmaker Magazine. Hier een lijst van films die tijdens deze editie vertoond zijn:
| Film                                        | Regisseur                  | Land                                  | Prijs                                            |
| ------------------------------------------- | -------------------------- | ------------------------------------- | ------------------------------------------------ |
| Ain't Them Bodies Saints                    | David Lowery               | Verenigde Staten                      |                                                  |
| Bluebird                                    | Lance Edmands              | Verenigde Staten- Zweden              |                                                  |
| C.O.G.                                      | Kyle Patrick Alvarez       | Verenigde Staten                      |                                                  |
| Coldwater                                   | Vincent Grashaw            | Verenigde Staten                      |                                                  |
| Computer Chess                              | Andrew Bujalski            | Verenigde Staten                      |                                                  |
| Enough Said                                 | Nicole Holofcener          | Verenigde Staten                      |                                                  |
| Fruitvale Station                           | Ryan Coogler               | Verenigde Staten                      |                                                  |
| A Glimp Inside the Mind of Charles Swan III | Roman Coppola              | Verenigde Staten                      |                                                  |
| Hide Your Smiling Faces                     | Daniel Patrick Carbone     | Verenigde Staten                      |                                                  |
| Kill Your Darlings                          | John Krokidas              | Verenigde Staten                      |                                                  |
| Much Ado About Nothing                      | Joss Whedon                | Verenigde Staten                      |                                                  |
| Prince Avalanche                            | David Gordon Green         | Verenigde Staten                      |                                                  |
| Short Term 12                               | Destin Daniel Cretton      | Verenigde Staten                      | Winnaar American Indie Competition Publieksprijs |
| The Spectacular Now                         | James Ponsoldt             | Verenigde Staten                      |                                                  |
| Starlet                                     | Sean Baker                 | Verenigde Staten- Verenigd Koninkrijk |                                                  |
| Sweetwater                                  | Logan Miller & Noah Miller | Verenigde Staten                      |                                                  |
| Trust Me                                    | Clark Gregg                | Verenigde Staten                      |                                                  |